# Premio Artez Blai
El Premio Internacional Artez Blai de Investigación sobre las Artes Escénicas, también conocido como Premio Artez Blai es una convocatoria anual de la Asociación Cultural Artez Blai Kultur Elkartea, que reconoce obras en forma de ensayo o crítica sobre cualquier disciplina de las Artes Escénicas escritas en castellano o en euskera.
Su finalidad es estimular la investigación y el estudio de todos los fenómenos que concurren en la práctica de las artes escénicas. Premia trabajos que investiguen, analicen, teoricen o propongan una práctica sobre cualquiera de las disciplinas de las artes escénicas (teatro, danza, circo, magia o cualquier arte performativa), que sean fruto de la experiencia o de una tesis doctoral. Pueden versar sobre asuntos relacionados con el ámbito artístico, técnico o de gestión. La recompensa consiste en la publicación del trabajo ganador en la Colección Teoría y Práctica de la Editorial Artezblai. El Premio contó en ocasiones con el apoyo de la Diputación de Vizcaya.
A lo largo de su trayectoria, se han presentado a concurso obras procedentes de España; de países iberoamericanos, principalmente Argentina, México, Colombia o Cuba; así como de Estados Unidos y Francia. En la composición del jurado se pueden encontrar nombres de profesionales de diversas disciplinas relacionadas con el mundo del teatro, entre los que cabe destacar el periodista, crítico de teatro y profesor de la Universidad del País Vasco, Pedro Barea Monje; la investigadora, creadora teatral y docente Manuela Vera; Guadalupe Soria Tomás, profesora titular de Literatura Española de la Universidad Carlos III de Madrid, el traductor Fernando Gómez Grande, la bailarina, coreógrafa, docente y directora de su compañía Organik, Natalia Monge; la actriz, investigadora e ingeniera eléctrica Maite Tarazona o el director de la revista Artez y crítico de teatro del periódico Gara, Carlos Gil Zamora.

## Historia
La primera edición tuvo lugar en diciembre de 2008. El trabajo ganador fue El arte del actor en el S.XX. Un recorrido teórico y práctico por las vanguardias de Borja Ruiz. El jurado, concedió también un accésit a José Luis Arce por La máquina border, cuadernos de decoloniaje. 
El 16 de diciembre de 2009, el jurado de la segunda edición del Premio dio a conocer el título del trabajo ganador que fue para El poder de la experiencia corporal en la danza contemporánea, escrito por Zulai Macias Osorno.
La tercera edición del Premio se falló el 17 de diciembre de 2010. En esta ocasión, el jurado concedió por unanimidad el galardón a Hamlet en España, de Denis Rafter, por tratarse de un profundo trabajo de investigación sobre las traducciones al español de Hamlet, realizado con rigor científico, combinando su conocimiento filológico y su estudio escénico y plasmado de una manera dinámica, asequible y didáctica.
En su cuarta edición, de diciembre de 2011, el Premio tuvo dos ganadoras, la catalana Susana Egea con La Interpretación actoral en la escena operística. Análisis en torno a una especificidad y la gallega Cristina Ferradás con La construcción del espectador en el teatro breve de José Sanchis Sinisterra.
El V Premio Internacional Artez Blai, fallado en enero de 2013, fue para Juan Antonio Bottaro por Fundamentos de la puesta en escena en el teatro de Peter Brook. Según palabras del jurado, se trata de un estudio filosófico de la trayectoria teatral del creador inglés y significa una aportación fundamental para el conocimiento de Peter Brook, siguiendo sus escritos y puestas en escenas. En esta edición, el Premio dejó de fallarse en diciembre para pasar a los primeros meses del año siguiente.
En la sexta edición del Premio, que se falló en febrero de 2014, fue galardonado José Luis García Barrientos por La Razón Pertinaz. Teoría y Teatro Actual en Español. El jurado concedió el premio por unanimidad, por considerar que la obra se puede convertir en una referencia para quienes se acerquen al teatro en español contemporáneo ya que aborda, muchos temas y autores cruciales de manera panorámica y sienta las bases teóricas para acercarse a ellos de manera seria y rigurosa, además de estar escrito de manera amena y asequible a un público mucho más amplio que el específicamente dedicado a la investigación.
La séptima edición del Premio, de febrero de 2015, fue para el crítico de teatro de Levante-EMV y profesor de la Universidad de València Enrique Herreras por Notas y contranotas para una estética teatral (Aportaciones de la escena al pensamiento contemporáneo), obra que valora las artes escénicas como portadoras de material para la especulación estética, planteando que reflexionar sobre el orbe estético del teatro nos ayuda a percibir mejor los dilemas y problemáticas abiertas por la escena.
En enero de 2016, se dio a conocer la obra ganadora del VIII Premio Internacional Artez Blai, que fue para Del escenario teatral al escenario social: teatro, discapacidad e inclusión social, de la veracruzana Hitandehui Margarita Pérez Delgado. El jurado seleccionó este trabajo de entre una veintena y recomendó a la editorial que tratase de incluir en sus planes de publicación alguno de los trabajos dedicados a la danza que quedaron en las deliberaciones finales.
El Circo en España. Una revisión crítica desde la investigación, de Miguel Ángel Tidor López, fue el ganador del noveno Premio, que se falló en enero de 2017.  El jurado seleccionó el ganador por unanimidad valorando el riguroso recorrido que hace por la historia del Circo y porque añade elementos objetivos y datos para su estudio que vienen a llenar un hueco para la investigación sobre todas las artes escénicas. Este año, el jurado recomendó a la dirección del premio que incorporara en sus bases la validez de tesis que se encuentran en los reservorios de las facultades, haciéndolo constar y que, para su presentación al premio, se les suprimiera el protocolo y las formalidades universitarias.
El galardón del décimo premio le fue otorgado, en enero de 2018, a La danza de las emociones de Alain Platel de Natalia Monge por realizar un exhaustivo análisis artístico, estético y social de la obra del creador belga Alain Platel.
En diciembre de 2018, se hizo público el decimoprimer Premio, que recayó en la obra Obskenographia de Albert Chamorro Serrano por la libertad con la que se acerca al concepto general de escenografía. El jurado recomendó la publicación de la obra que quedó finalista, Commedia dell’Arte: historia de un teatro artesano de Fernando Llera, cuyo objetivo es analizar la presencia y la relevancia de la Comedia del arte en los contextos académicos, en la profesión teatral y en la investigación científica.
El decimosegundo Premio, correspondiente a la convocatoria de 2019, se falló en febrero de 2020. Resultó ganador De Plutón a Orfeo: los campos de concentración en el teatro español contemporáneo (1944-2015) de Antonia Amo Sánchez, por la calidad de su indagación y estudio de las obras dedicadas a mostrar el horror en los campos de exterminio nazi. Se presentaron el doble de trabajos que en la edición anterior, la mitad de ellos, escritos por mujeres. También destacó el hecho de que, por primera vez en su historia, se presentó un trabajo escrito en euskera, el titulado In Sekula Seaculorum. Euskal eszena tradizionalaren funtzionamenduaren ulermenerako hipotesiaren hastapenak de Beñat Urrutia Pujana.
El galardón de la decimotercera edición recayó, en diciembre de 2020, en Experiencias de lo real. La trayectoria teatral de la Soci`etas. Romeo Castellucci, Claudia Castelucci y Chiara Guridi de Belén Tortosa Pujante por ser una excelente investigación sobre el desarrollo estético y artístico de la Socìetas y resultar un estudio imprescindible para el conocimiento del teatro actual, en el marco de lo posdramático, lo performativo y lo postespectacular.
En su decimocuarta edición, la propuesta premiada, en febrero de 2021, fue Un encuentro feliz. Teatro y neurociencia de Miguel Ribagorda, por la aportación que realiza al estudio en profundidad de las relaciones de todas las facetas de la creación teatral y su momento de exhibición ante los espectadores a través de los hallazgos realizados por la neurociencia.
El decimoquinto Premio, correspondiente a la convocatoria del año 2022, fue para El teatro de Robert Lepage. Una dramaturgia de la improvisación, de Benjamín Alonso Barreña, que pretende analizar, comprender y difundir, entre el público hispanohablante, el proceso innovador de creación de Robert Lepage para desarrollar sus dramaturgias originales.
La decimosexta edición tuvo como ganadora la obra Pensar la dirección teatral, de la autora argentina Fwala-lo Marin, por tratarse de un minucioso estudio que, basándose en la práctica, desmenuza con detenimiento todos los elementos que concurren en la dirección teatral.

## Palmarés
| Año  | Edición | Título obra ganadora                                                                                                   | Autoría                            | ISBN                   |
| ---- | ------- | --- | ---------------------------------- | ---------------------- |
| 2008 | I       | El arte del actor en el S.XX. Un recorrido teórico y práctico por las vanguardias                                      | Borja Ruiz                         | ISBN 9788493633189     |
| 2009 | II      | El poder de la experiencia corporal en la danza contemporánea                                                          | Zulai Macias Osorno                | ISBN 978-84-937000-7-2 |
| 2010 | III     | Hamlet en España | Denis Rafter                       | ISBN 978-84-938661-5-0 |
| 2011 | IV      | La Interpretación actoral en la escena operística. Análisis en torno a una especificidad                               | Susana Egea                        | ISBN 978-84-940361-8-7 |
|      |         | La construcción del espectador en el teatro breve de José Sanchis Sinisterra                                           | Cristina Ferradás                  | ISBN 978-84-940361-7-0 |
| 2012 | V       | Fundamentos de la puesta en escena en el teatro de Peter Brook                                                         | Juan Antonio Bottaro               | ISBN 978-84-940921-5-2 |
| 2013 | VI      | La Razón Pertinaz. Teoría y Teatro Actual en Español                                                                   | José Luis García Barrientos        | ISBN 978-84-940921-5-2 |
| 2014 | VII     | Notas y contranotas para una estética teatral (Aportaciones de la escena al pensamiento contemporáneo)                 | Enrique Herreras                   | ISBN 978-84-945051-2-6 |
| 2015 | VIII    | Del escenario teatral al escenario social: teatro, discapacidad e inclusión social                                     | Hitandehui Margarita Pérez Delgado | ISBN 978-84-946189-1-8 |
| 2016 | IX      | El Circo en España. Una revisión crítica desde la investigación                                                        | Miguel Ángel Tidor López           | ISBN 978-84-948796-4-7 |
| 2017 | X       | La danza de las emociones de Alain Platel                                                                              | Natalia Monge                      | ISBN 978-84-948796-6-1 |
| 2018 | XI      | Obskenographia | Albert Chamorro Serrano            | ISBN 978-84-949672-6-9 |
| 2019 | XII     | De Plutón a Orfeo: los campos de concentración en el teatro español contemporáneo (1944-2015)                          | Antonia Amo Sánchez                | ISBN 978-84-120805-2-0 |
| 2020 | XIII    | Experiencias de lo real. La trayectoria teatral de la Soci`etas. Romeo Castellucci, Claudia Castelucci y Chiara Guridi | Belén Tortosa Pujante              | ISBN 978-84-123656-0-3 |
| 2021 | XIV     | Un encuentro feliz. Teatro y neurociencia                                                                              | Miguel Ribagorda                   | ISBN 978-84-125675-0-2 |
| 2022 | XV      | El teatro de Robert Lepage. Una dramaturgia de la improvisación                                                        | Benjamín Alonso Barreña            | ISBN 9788412567595     |
| 2023 | XVI     | Pensar la dirección teatral                                                                                            | Fwala-lo Marin                     | ISBN 978-84-127701-4-8 |